# Châtillon-sur-Cher
Châtillon-sur-Cher é uma comuna francesa na região administrativa do Centro, no departamento Loir-et-Cher. Estende-se por uma área de 29,68 km². Em 2010 a comuna tinha 1 739 habitantes (densidade: 58,6 hab./km²).